# George Washington Goethals

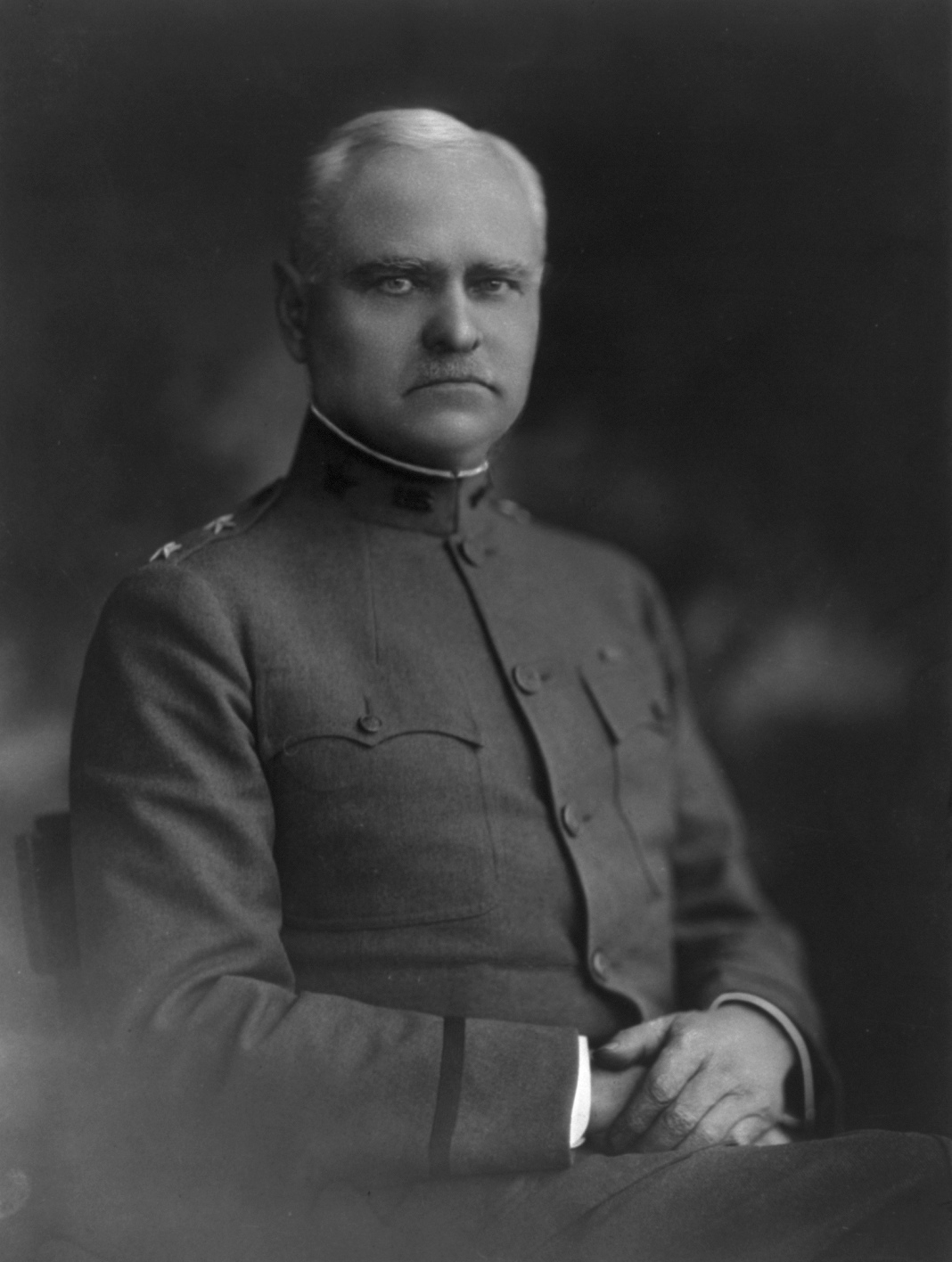
George Washington Goethals

George Washington Goethals (* 29. Juni 1858 in Brooklyn; † 21. Januar 1928 in Manhattan) war Offizier der United States Army und Ingenieur.

## Leben
Goethals studierte am City College of New York und an der US-Militärakademie in West Point. Im Jahr 1880 beendete er das Studium und wurde Offizier im United States Army Corps of Engineers. 1891 wurde er zum Captain befördert.
1906 begannen die USA unter der Leitung von Generalmajor George Washington Goethals die Bauarbeiten am Panamakanal. Eine Begegnung mit Goethals und dessen Besichtigung des Kaiser-Wilhelm-Kanals schildert Kaiser Wilhelm II. in seinem Buch „Ereignisse und Gestalten“. 1912 wurde er in die American Academy of Arts and Sciences und 1913 in die American Philosophical Society gewählt. Von 1914 bis 1917 war Goethals erster ziviler Gouverneur der Panamakanalzone. In Panama ist ihm ein Denkmal gewidmet, in New York City wurde nach ihm eine Brücke benannt, die Staten Island mit New Jersey verbindet. Seine Nachfahren wohnen in den USA verteilt, und ein Zweig endet auch in Deutschland.